# Arrecife Blenheim
El Arrecife Blenheim (en inglés: Blenheim Reef) es una estructura de atolón y parcialmente sumergido en el archipiélago de Chagos, en el océano Índico. Incluye el arrecife de coral del Bajío Predassa en su borde sudeste, además de otra parte completamente sumergido.
Se encuentra en la parte noreste del archipiélago de Chagos. Mide casi once kilómetros (norte-sur) por más de cuatro kilómetros (este-oeste), con una superficie total de 36,8 kilómetros cuadrados, incluyendo una laguna de 8,5 km², mientras que el resto representa la mayor parte de un arrecife plano. Solo en el lado este, hay algunos cayos de arena por encima del agua. El mayor de ellos es la isla del Este, que no tiene más 200 metros de largo y 70 metros de ancho. Las otras islas del grupo son del Norte, Centro y Sur.
Solo unas pocas hierbas crecen en la isla.

## Historia
El arrecife de Blenheim fue descubierto en 1570 por navegantes portugueses que lo bautizaron Baxio Predassa, como resultado de una deformación de Baixo Predassa. El atolón fue rebautizado con su nombre actual cuando el Blenheim, un barco de la Compañía Británica de las Indias Orientales, naufragó en los arrecifes de coral. Ese barco es uno de los 57 barcos que quedarán destruidos en los arrecifes del atolón, y que costarán la vida a 200 personas en total.
El guano de las diferentes islas del atolón se explotó entre 1845 y 1860, pero la actividad cesó debido a las dificultades del transporte. Alrededor de 1880, la Indian Ocean Fruit Company [Compañía de Frutas del Océano Índico] intentó plantar cocoteros, pero los brotes fueron arrancados durante una tormenta.
Aunque  descubierta desde el siglo XVI y ha sido objeto de intentos de desarrollo, ningún estado reclamaba el arrecife Blenheim antes de que el Reino Unido lo incorporase en el.  Territorio Británico del Océano Índico el 29 de junio de 1975, al mismo tiempo que los otros atolones del archipiélago de Chagos. Desde la independencia, sin embargo, Mauricio ha reclamado la soberanía.